# Kozaczyzna (Litwa)
Kozaczyzna (lit. Kazitiškis) − wieś na Litwie, w rejonie Ignalino, 11 km na północ od Ignalina. 
W 2011 roku liczyła 343 mieszkańców.

## Historia
W dwudziestoleciu międzywojennym miasteczko leżało w Polsce, w województwie nowogródzkim (od 1926 w województwie wileńskim), w powiecie brasławskim (od 1926 w powiecie święciańskim), w gminie Dukszty.
Według Powszechnego Spisu Ludności z 1921 roku zamieszkiwały tu 74 osoby, 70 było wyznania rzymskokatolickiego, a 4 stroobrzędowego. Jednocześnie 29 mieszkańców zadeklarowało polską przynależność narodową 45 inną (litewską). Było tu 16 budynków mieszkalnych. W 1931 zamieszkiwały tu 83 osoby w 14 budynkach.
Miejscowość należała do miejscowej parafii rzymskokatolickiej. Podlegała pod Sąd Grodzki w Święcianach i Okręgowy w Wilnie; właściwy urząd pocztowy mieścił się w m. Ignalinie.

## Majątek ziemski
Właścicielami miejscowego majątku byli Butlerowie (w XVIII wieku), Bielikowicze (na początku XIX wieku) oraz Mikulicz-Radeccy (od połowy XIX wieku do 1939).
Według Powszechnego Spisu Ludności z 1921 roku zamieszkiwało tu 34 osoby, wszystkie były wyznania rzymskokatolickiego. Jednocześnie 9 mieszkańców zadeklarowało polską przynależność narodową 25 litewską. Były tu 4 budynki mieszkalne. W 1938 zamieszkiwało tu 59 osób w 5 budynkach.
Po majątku pozostał dwór zbudowany w XIX wieku oraz zabudowania gospodarcze i fontanna oraz park dworski o powierzchni 2,7 ha, będący od 1986 pomnikiem przyrody.